# Gobe Gouano
Gobe Gouano, né le 10 décembre 2000 à Ivry-sur-Seine, est un footballeur français. Il évolue au poste d'attaquant.
Il est le frère cadet de Prince-Désir Gouano.

## Biographie

### En club
Formé à l'AS Monaco, Gobe Gouano signe son premier contrat professionnel le 7 mai 2018. Il fait ses débuts à 17 ans en match officiel en Ligue des Champions contre le Club Bruges KV le 6 novembre 2018.

## Statistiques
| Saison                | Club                  | Championnat           | Championnat | Championnat | Coupe nationale | Coupe nationale | Coupe de la Ligue | Coupe de la Ligue | Supercoupe | Supercoupe | Compétition(s) continentale(s) | Compétition(s) continentale(s) | Compétition(s) continentale(s) | Total | Total |
| Saison                | Club                  | Division              | M.          | B.          | M.              | B.              | M.                | B.                | M.         | B.         | Comp.                          | M.                             | B.                             | M.    | B.    |
| 2018-2019             | AS Monaco             | Ligue 1               | -           | -           | -               | -               | -                 | -                 | -          | -          | C1                             | 1                              | 0                              | 1     | 0     |
| 2019-2020             | AS Monaco             | Ligue 1               | -           | -           | -               | -               | -                 | -                 | -          | -          | -                              | -                              | -                              | 0     | 0     |
| 2020-2021             | AS Monaco             | Ligue 1               | -           | -           | -               | -               | -                 | -                 | -          | -          | -                              | -                              | -                              | 0     | 0     |
| 2021-2022             | FC Aarau              | Challenge League      | -           | -           | -               | -               | -                 | -                 | -          | -          | -                              | -                              | -                              | 0     | 0     |
| Total sur la carrière | Total sur la carrière | Total sur la carrière | 0           | 0           | -               | -               | -                 | -                 | 0          | 0          | -                              | 1                              | 0                              | 1     | 0     |